# Лазар Томановић
Лазар Томановић (Лепетане, 30. март 1845  — Јошице, 2. новембар 1932) био је српски политичар, судија, књижевник и публициста. Томановић је био уредник „Гласа Црногораца“, судија Великог суда на Цетињу, предсједник Владе Црне Горе и министар иностраних послова, министар правде, министар унутрашњих послова, сарадник великог броја српских часописа, календара и листова, првак Српске Странке у Приморју и народни посланик у далматинском сабору.

## Рођење и поријекло
Рођен је 30. марта 1845. године у Лепетанима. Политика од 4. новембра 1932. године је поводом његове смрти писала да је рођен на празник Лазареву суботу, а у матичној књизи да је рођен 19. марта 1845, а те године Лазарева Субота је била 19. априла, по јулијанском календару. Преци су му поријеклом са Цуца, па су га многи звали Цуца с мора, а Никола Петровић га је често звао тврдоглави Цуца. Петар Вукотић га је из племенских разлога Николи препоручивао умјесто Васојевића Гавре Вуковића. Један од славних предака-братственика Томановића био је Никац од Ровина.

## Школовање
Три разреда основне школе завршава у Лепетанима, а четврти у манастиру Савина. Ту га учитељ препоручује владици далматинском Стефану Кнежевићу, који га шаље на даље школовање у Српску гимназију и Православну богословију у Задар. До 1860. завршава седам разреда задарске гимназије. Тамо је дао пуни допринос оснивању српског ђачког друштва и покретању листа Првенац. Приступио је Српској уједињеној омладини, па је имао жељу да Српску гимназију (8. разред) заврши у Новом Саду. У томе му је помогао Антоније Хаџић, који му је помогао да за то добије стипендију Саве Текелије. Пријатељ с којим је две године делио собу (8. разред гимназије у Новом Саду и 1. универзитетске године у Пешти) био је Милан Јовановић. У младости су му узори били Михаило Полит-Десанчић, Светозар Милетић и Јовановић, које је упознао у Новом Саду. Затим је студирао право у Пешти, а студије права наставља у Грацу, када добија материјалну помоћ кнеза Николе Петровића. Апсолвирао је философски факултет у Грацу 1893. године. Након што је био на Цетињу секретар Сената, враћа се у Грац гдје докторира. Матица српска је дала Томановићу стипендију за докторат. Био је предсједник далматинског Академског друштва Биоково у Грацу.

## Каријера
Као млад човјек је слао текстове за лист Застава са српског приморја (Бока которска). Сарађивао је и са новосадским листом Матица. И касније су му објављивани бројни чланци у листовима Застава, Панчевац, Српско-далматински магазин. Био је активни члан српских друштава Предионица и Србадија. Био је предсједник српског далматинског Академског друштва Биоково у Грацу. Борио се за очување српског имена на обалама Јадрана. Пријатељи су му били Симо Матавуљ и Павле Ровински. Након повратка из Граца у Котору ради двије године у судској пракси. У Великом рату Црне Горе против Турске (1876-1878) постаје добровољац и борави на Цетињу као уредник Гласа Црногорца, замијенивши на мјесту уредника Лазу Костића. Заједно са Никодимом Милашом, Савом Бјелановићем и Франом Гондолом-Гундулићем, лидер је Српске народне странке на Приморју и у једном мандату постаје српски посланик у Далматинском сабору у Задру.
1880. оснива српски посланички клуб и покреће Српски лист у Задру, али до 1888. ради у Херцег Новом као адвокатски приправник. Пошто од аустријских власти није могао добити дозволу за отварање сопствене адвокатске канцеларије, из Херцег Новог одлази за Црну Гору, гдје поново постаје секретар Сената, гдје пријатељује са Лазом Костићем и Симом Матавуљем. Покреће и уређује часопис Нова Зета, а уређивао је и Грлицу и Глас Црногорца. Његов циљ уређивања ових листова је било културно повезивање Црне Горе са осталим дијеловима српства. Објавио је монографију Петар II Петровић Његош као владалац која је одмах награђена првим  (у Босанској вили погрешно стоји, трећим) степеном ордена Светог Саве.
Присуствовао је 1890. године у Мајнцу прослави јубилеја, 500 година Гутенбергове штампарије, гдје је одржао запажен говор о Ободској штампарији, а био је и на челу Одбора за прославу 400 година Ободске штампарије на Цетињу. Тада се побратимио са сликаром Аксентијем Мародићем и бегом Мушовићем из Никшића.
Постаје директор Цетињске гимназије 1913. Умро је 1932. године у Јошицама а сахрањен у породичној гробници у Каменарима. Данас му је гроб у порти православне цркве у Каменарима, али је гроб због оштећености од старости остао без натписа.
Босанска вила је писала о њему као и 3. број никшићког „Оногошта” за 1900.г., о његовој књизи „Г. Руварац и Монтенегрина”.

О својој националној припадности је написао: 
Залуд бих ја био Србин од најчистије крви и језика српскога, када би у мени била душа туђинска.
Кад смо јесенас ми Срби на приморју...
Такође је познат по својој изјави, датој 1910. године у својству председника владе, приликом свечаног проглашења Краљевине Црне Горе: "Митрополија цетињска једина је Светосавска Епископска Столица, која је без прекидања до данас сачувана, и као таква законита престоница и насљедница Пећске Патријаршије". Објаснио је значење ријечи хрват (копач) којим су се именовали Приморци и Црногорци у Цариграду.

## Ставови
Сматрао је да Шумадија није смјела узети име Србија, јер се ни Пијемонт није назвао Италијом, прије него је и Рим с осталим крајевима Италије ујединио. Наводи податак да је Доситеј Обрадовић у писму из Трста, митрополиту Петру писао да у том крају Србије (код Будве) Петар оснује једну вишу школу са малом штампаријом. Од аустријске штампе је називан italianissimo, јер је био наклоњен Италији. О Толстоју је писао да је он највећи злотвор Русије, јер је завео умове Руса и од спасавајућег национализма их усмјерио ка космополитизму, чиме је отворио врата бољшевицима у Русији. Црногорци су му јужни Срби, а Црну Гору је историјски сматрао посљедом искром српске слободе. О односима Срба и Хрвата је записао да би Хрвати у Хрватској, хтјели српски елемент претворити у хрватски, и да би се Хрватство хтјело уздићи на гробу Српства. О старчевићанству је мислио (и на основу разговора са Франом Пилепићем) да су на странпутици, због изопачене историје коју им пишу попови. То је једини елемент у хрватском народу независан од владе и поповства, али узалуд, када су му једни и други душу и крв отровали мржњом на Српство. Рајачић је 1848. изашао на политичко поље и тиме од православних Срба и нехотице отуђио Србе католике и отправио их у Хрвате. О науци и политици је записао: Наука се не слаже са политиком, чак је и искључује, јер политика не трпи истину, којој наука служи. Јован Цвијић му се једини у српској науци није обазирао на политику. Гундулићев Осман и Качићеви Разговори угодни народа словинскога су му написани српским језиком, а хрватска књижевност је касније прихватила српски језик као свој књижевни језик. Бечки отров, да је само православно српско, је надвладао у Подунављу. Наводећи свој допринос у корист српске културе, оснивање листа Нова Зета, драму Дјевојка-справљеница, можда најљепши комад за наше позориште... са жаљењем и осудом се упитао: Али ко је пазио у Подунављу шта се ради на томе Приморју? Несрећа му је што је Србија примила културу из Карловаца и Новог Сада и што је Београд, под тим утицајем, само писано ћирилицом сматрао да спада у српску књижевност, не обазирући се на дух и садржај написанога. Тако су му први апостоли српске мисли на књижевном пољу на Приморју, Гундулић и Миошић (који је опјевао Светог Саву), због писања латиницом, од Београда игнорисани. Бранио је начело народности која искључује вјероисповјест као примарну, тј. залагао се за постојање Срба свих вјера, а не да је Србин само православац.
Критиковао је српске научне кругове што сва сазнања у вези Ободске штампарије игноришу, као да је то било дјело Црногораца, а не потоњих остатака српске културне елите, која се спасила под Ловћеном. Осуђивао је модернистички дух у српској књижевности Краљевине Југославије у којем су национални писци игнорисани: Бранко Радичевић, Јован Јовановић Змај, Алекса Шантић... Ђорићевa епопеја Косово је по њему такођер игнорисана. Српски књижевни Ареопаг је по њему имитирао онај француски, који искључује патриотизам и национализам. Жалио је што модернизам у књижевности презире све што је наше. Валтазар Богишић му је због Имовинског законика раван Вуку, а са другом Савом Бјелановићем био је једна душа и једна мисао. Критиковао је породицу Војновић: Ђура, Иву и Луја, с којим је имао и лични сукоб. Није се слагао са историјским погледима на Црну Гору Јована Томића и Илариона Руварца, а за Ђорђа Настића је сматрао да је послан од Аустрије да посвађа Србију и Црну Гору. Ниско мишљење је имао и о Светозару Прибићевићу који је као министар просвјете наредио да учитељи питају родитеље, да ли желе да им дјеца похађају вјеронауку.  Саблазнила га је и светосавска бесједа код ћерке у Ваљеву, када је један професор-комуниста држао светосавски говор у гимназији и у говору рекао да је човјек настао од мајмуна. Критиковао је и бранио СПЦ. Замјерао јој је што нема вјернике по црквама, нпр. у Ваљеву. Осим једног Руса избјеглице, није имао ко да одговара на литургијама, а са друге стране шаљу своје мисије у Чешку и Словачку или на католички Вис. Положај српског патријарха у Краљевини Југославији му је био понижавајући, раван неком чиновнику. Био је противник одбацивања (из незнања) нашег насљедног обичајног права. Констатовао је да је по том питању завладало нивелисање, које отвара врата комунизму и да бољшевици могу трљати руке, који припремају нараштај без оца, мајке, брата, сестре, без куће и државе, без цркве и без Бога. Сматрао је да новоослобођени Улцињ и крај до ријеке Бојане треба што прије посрбити, а Бојану наводи као природну границу српскога народа и арбанашкога.
Славко Перовић га спомиње као значајну личност у књажевини и краљевини Црној Гори, необично даровитог, али као изразитог и софистицираног „великосрбина”.

## Лични живот
Томановићеви преци су из Старе Црне Горе, Цуца, дошли у Морињ, а затим у Лепетане. У Морињу постоји, данас католичка црква Светог Трифуна из 15. вијека, на извору Сутвара, што указује да је црква могуће раније била посвећена Светој Варвари. По политичкој-државној наредби из 1828, православни Бокељи су морали светковати католичке празнике. Стјепан Митров Љубиша је утицао и помогао да аустријско министарство унутрашњих послова 1862. укине ову наредбу.
Књижевно одјељење Матице српске именовало га је својим чланом, а на Цетињу је морао исплатити рачун Државној штампарији, која му је објелоданила књигу о Његошу као владаоцу. Као доказ за ту тврдњу чувао је рачун, да свакоме покаже, ко не вјерује. Наводи и да је за ћерку морао плаћати на Институту царице Марије, иако је тамо било 20 бесплатних мјеста. То је коментарисао тако, да се његов господар Никола Петровић бојао само да се он не обогати. Томановићево крсно име је био Свети Трифун, а славио га је у родним Лепетанима, другог дана након Аранђеловдана, 10. новембра по јулијанском календару, на дан апостола Олимпа, Ераста.

### Породица
Отац (Андрија Трипов) и дјед (Трипо Ђуров) су били познати поморски капетани. Мајка му је била Ана Милетић из Пенузице (данас Прчањ). Млађа сестра Софија му умире у 25. години живота, 1864. године и сахрањена је код цркве Свете Неђеље у Јошицама. 10/21. јануара 1877. године вјенчао се у манастиру Топла са угледном, лијепом и образованом Петрославом Радуловић (1857-1880), која само три и по године касније умире. Тако је рано остао са двоје дјеце, ћерком Росандом (име је добила по његовој баби) и сином Милутином. Пуница му је била Мара из Херцег Новог. Једна тетка му је била удана у Морињу, најстарији брат му је био Петар - одселио је у Аустралију (имао је петорицу браће), сестра Марина, а један од браће био је Теофил, који је имао продавницу у Лепетанима, био је сеоски главар. Марина и Теофил су били близанци. Најмлађи брат је био Ђуро, који се одселио у Јужну Америку и био је склон алкохолу, а брат Божо је учио наутику у Херцег Новом. Син Милутин је био омиљени придворник књегиње Милене и пратња краља Николе када је 1916. одлазио из Црне Горе, пред Аустријанцима. Сестра му се удала у Рисан у породици Ћатовића, а ћерка му се удала у Ваљево.  Кумови су им били породица Рамадановић из Боке који су славили Срђевдан. Лазар Томановић је написао текст Моје братство у којем описује своју фамилију и претке.

## Одликовања
До 1898. добио је, због заслуга на књижевном и политичком пољу ова одликовања:
- Орден књаза Данила I III степена од књаза Николе Петровића
- Краљевски орден Светог Саве I [56] степена од краља Србије
- Орден италијанске круне III степена

## Одабрана дела
- Бокељи у рату за ослобођење грчко (1873) - монографија објављена у XXX књизи Српско-далматинског магазина[57]
- Фра Андрија Качић према Српству и Хрватству (1886)
- Петар II Петровић Његош као владалац (1896)
- Г. Руварац и Монтенегрина (1899)
- Поводом анексије Босне и Херцеговине (1909)
- Из мог министровања (1921)
- Догађаји у Боки Которској од године 1797. до 1914. (1922)
- Путописна проза (2007) - путописни текстови објављени у разним српским листовима
- Мемоари (2018) - текстови Лазара Томановића објављени под називом Мемоари